# Biserica de lemn din Tinca
Biserica de lemn din Tinca este un monument istoric aflat pe teritoriul satului Tinca, comuna Tinca. În Repertoriul Arheologic Național, monumentul apare cu codul 31798.02.